# Salto de Agua
La città di Sabanilla è a capo dell'omonimo comune, nello stato del Chiapas, Messico. Conta 4.891 abitanti  secondo le stime del censimento del 2005 e le sue coordinate sono 17°33'N 92°20'W.

Dal 1983, in seguito alla divisione del Sistema de Planeación, è ubicata nella regione economica VI: SELVA.